# Mimoblennius lineathorax
Mimoblennius lineathorax és una espècie de peix de la família dels blènnids i de l'ordre dels perciformes. És un peix marí de clima tropical que viu entre 0-2 m de fondària. i es troba a Reunió.
Els mascles poden assolir 2,6 cm de longitud total.
És ovípar.